# برانكوفينا
برانكوفينا (بالصربية: Бранковина) هي قرية في بلدية فاليفو، مديرية كولوبارا في صربيا حوالي 12 كم شمال فاليفو. وفقا لتعداد عام 2002، كان هناك 573 شخصا (وفقا لتعداد عام 1991، كان هناك 529 نسمة).
تم إعلان منطقة برانكوفينا بأكملها معلما تاريخيا ذا أهمية كبيرة في عام 1979. وهي محمية من قبل جمهورية صربيا.
هناك العديد من المعالم الثقافية الهامة منها:
كنيسة هولي آنجلز التي اكتملت في عام 1830.
المدرسة القديمة التي بنيت في عام 1833.
في المنطقة المجاورة مباشرة للكنيسة توجد مجموعة من الآثار من القرن التاسع عشر، هنا دفن العديد من أفراد الأسر والعائلات البارزة.
استضافت برانكوفينا الشاعرة الصربية المعروفة ديسانكا مكسيموفيتش التي أمضت طفولتها (ولدت في رابوفيتسا المجاورة) وأكملت دراستها الابتدائية هناك. طوال حياتها بقيت ديسكانا مرتبطة عاطفيا ببرانكوفينا وكثيرا ما راجعت ذلك وقضت سنواتها الأخيرة هناك ودُفنت أخيرًا تحت أشجار البلوط عمرها مائة عام في باحة كنيسة برانكوفينا وفقًا لرغباتها.